# Estudios sinfónicos (Schumann)

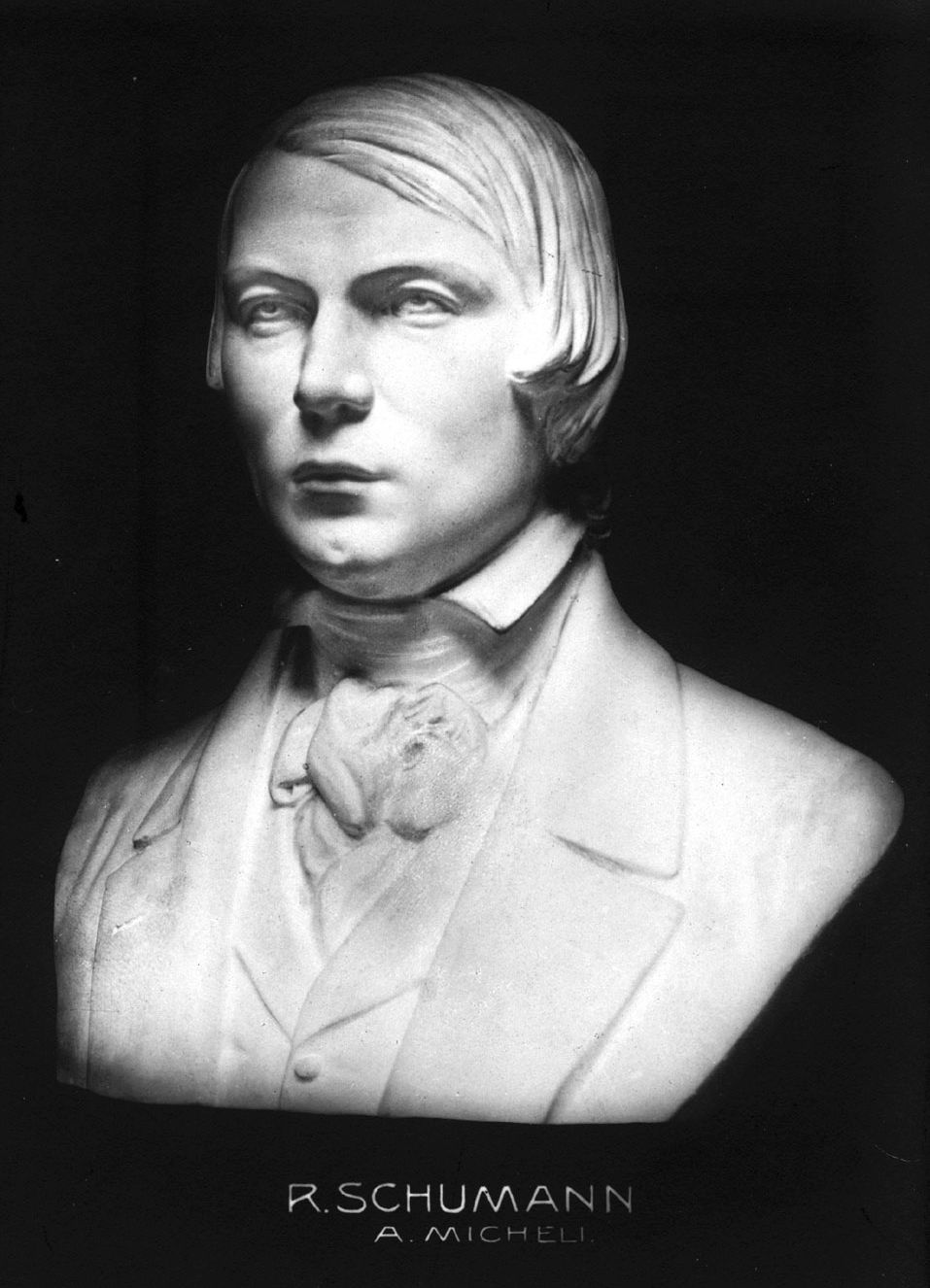
Robert Schumann. Busto de Aurelio Micheli.

Los estudios sinfónicos (título original en francés: Études symphoniques), Op. 13 es un conjunto de estudios para piano solo de Robert Schumann. Comenzó en 1834 como un tema y dieciséis variaciones sobre un tema del Barón von Fricken, más una variación adicional sobre un tema completamente diferente de Heinrich Marschner.

## Composición

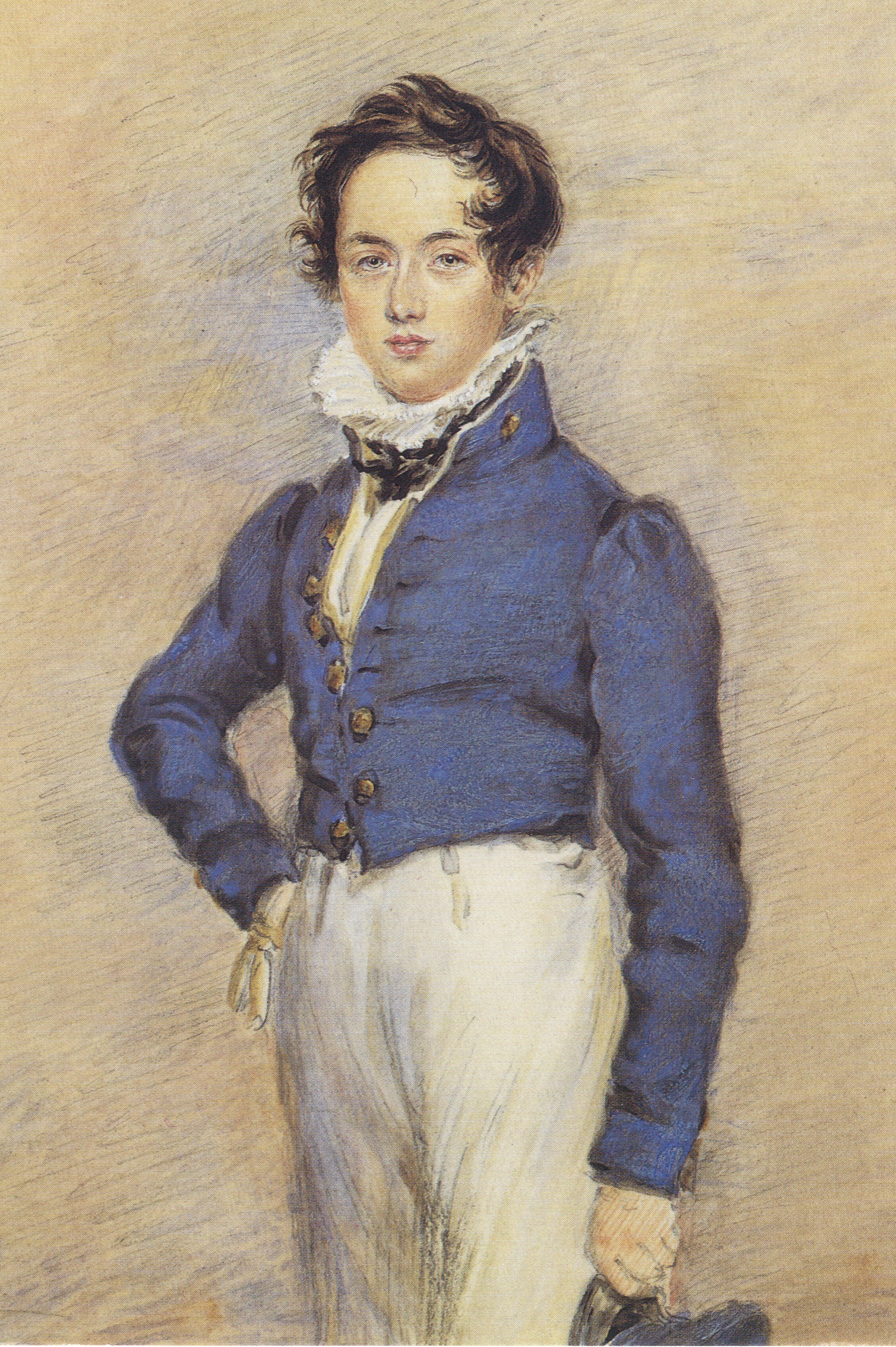
William Sterndale Bennett por James Warren Childe, c. 1832.

La primera edición de 1837 llevaba una anotación de que el motivo era "la composición de un aficionado": esto se refería al origen del tema, que había sido enviado a Schumann por el Barón von Fricken, tutor de Ernestine von Fricken, la Estrella de su Carnaval, Op. 9. El barón, músico aficionado, había utilizado la melodía en un Tema con Variaciones para flauta. Schumann se había comprometido con Ernestine en 1834, solo para romper abruptamente con ella al año siguiente. Un elemento autobiográfico se entreteje así en la génesis de la obra (como en la de muchas otras obras de Schumann).
De las dieciséis variaciones que compuso Schumann sobre el tema de Fricken, sólo once fueron publicadas por él. (Una primera versión, completada entre 1834 y enero de 1835, contenía doce movimientos). El estudio final, el duodécimo, publicado fue una variación del tema del Romance Du stolzes England freue dich (¡Inglaterra orgullosa, regocíjate!), de la ópera Der Templer und die Jüdin de Heinrich Marschner, que se basó en la obra de Sir Walter Scott, Ivanhoe (como homenaje al amigo inglés de Schumann, William Sterndale Bennett). El tema anterior de Fricken aparece ocasionalmente brevemente durante este estudio. La obra se publicó por primera vez en 1837 como XII Études symphoniques. Solo nueve de los doce estudios fueron designados específicamente como variaciones. La secuencia fue la siguiente:
- Tema – Andante [do ♯ menor]
- Estudio I (Variación 1) – Un poco più vivo [do sostenido menor]
- Estudio II (Variación 2) – Andante [do sostenido menor]
- Estudio III – Vivace [mi mayor]
- Estudio IV (Variación 3) – Allegro marcato [do sostenido menor]
- Etude V (Variación 4) – Scherzando [do sostenido menor]
- Estudio VI (Variación 5) – Agitato [do sostenido menor]
- Estudio VII (Variación 6) – Allegro molto [mi mayor]
- Estudio VIII (Variación 7) – Semper marcatissimo [do sostenido menor]
- Estudio IX – Presto possibile [do sostenido menor]
- Etude X (Variación 8) – Allegro con energia [do sostenido menor]
- Etude XI (Variación 9) – Andante espressivo [sol sostenido menor]
- Etude XII (Finale) - Allegro brillante (basado en el tema de Marschner) [re bemol mayor]

En septiembre de 1834 el compositor había considerado otros títulos: Variations pathétiques y Etuden im Orchestercharakter von Florestan und Eusebius. En este último caso los Études habrían estado firmados por dos figuras imaginarias en las que Schumann personificaba dos aspectos esenciales, opuestos y complementarios de su propia personalidad y de su propio mundo poético. Florestán y Eusebius luego firmaron las Davidsbündlertänze, Op. 6; pero sólo en la versión de 1835 de los Études symphoniques se dividieron las piezas para enfatizar la alternancia de páginas más líricas, melancólicas e introvertidas (Eusebius) con aquellas de carácter más excitable y dinámico (Florestán). En la versión de 1837 prevalece Florestán.
Quince años después, en una segunda edición (Leipzig 1852), el título de 1837 Études symphoniques pasó a ser Études en forme de variaciones, se eliminaron dos estudios (núms. 3 y 9) que no correspondían al nuevo título (no siendo exactamente variaciones)., y se hicieron algunas revisiones en la escritura pianística.
Toda la obra fue dedicada al amigo inglés de Schumann, el pianista y compositor William Sterndale Bennett. Bennett tocó la pieza con frecuencia en Inglaterra con gran éxito, pero Schumann pensó que no era adecuada para una interpretación pública y le aconsejó a su esposa Clara que no la tocara.

## Carácter
Dejando de lado las alusiones a Florestán y Eusebius, para Schumann se trataba de 'estudios' en el sentido que había asumido el término Frédéric Chopin en su Opus 10, es decir, piezas de concierto en las que se realiza la investigación de posibilidades de la técnica y el timbre en la escritura para piano; son 'estudios sinfónicos' por la riqueza y complejidad de los colores evocados - el teclado se convierte en una "orquesta" capaz de mezclar, contrastar o superponer diferentes timbres.
Si se excluyen los estudios n.º 3 y 9, donde la conexión con el tema es tenue, los estudios están en forma de variación. No era la primera vez que Schumann abordaba la forma de variación. Pero aquí el principio de variación se utiliza más como libre transformación, ya no de un tema real, sino de una 'célula' o células musicales (como por ejemplo en el Carnaval del mismo compositor). Los Études symphoniques aprenden la lección de las Variaciones Diabelli de Beethoven: el tema que actúa como elemento unificador se amplifica y transforma, y se convierte en la base a partir de la cual florecen invenciones de carácter expresivo divergente. El trabajo también muestra la influencia de las Variaciones Goldberg, más obviamente en el uso de una variación de obertura pseudo-francesa, y en el uso de varios efectos canónicos.
Las demandas altamente virtuosas de la escritura para piano están frecuentemente dirigidas no solo al efecto, sino también a la clarificación de la complejidad polifónica y a profundizar en la experimentación con el teclado. Los estudios están considerados como una de las obras para piano más difíciles de Schumann (junto con su Fantasía en do y la Toccata) y de la literatura romántica en su conjunto.

## Historial de publicaciones posteriores

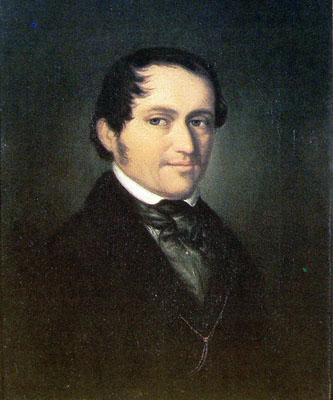
Friedrich Wieck a los 45 años.

En 1861, cinco años después de la muerte de Schumann, su suegro Friedrich Wieck publicó una tercera edición bajo el seudónimo editorial "DAS" (acrónimo de Der alte Schulmeister). Esta edición intentó reconciliar las diferencias entre las dos anteriores y llevó los títulos anteriores XII Études symphoniques y Études en forme de variaciones .
Al volver a publicar el conjunto en 1890, Johannes Brahms restauró las cinco variaciones que había cortado Schumann. Ahora se tocan con frecuencia, pero en posiciones dentro del ciclo que varían un poco con cada actuación; ahora hay doce variaciones y estas cinco variaciones llamadas "póstumas" se añaden a veces como suplemento.
Las cinco secciones publicadas póstumamente (todas basadas en el tema de Fricken) son:
- Variación I – Andante, Tempo del tema
- Variación II – Meno mosso
- Variación III – Allegro
- Variación IV – Allegretto
- Variación V – Moderado .

## Orquestaciones
Dos secciones, incluido el Allegro brillante, fueron orquestadas por Pyotr Ilyich Chaikovski y han sido grabadas.